# Бауділіо Хаурегі
Бауділіо Хаурегі (ісп. Baudilio Jáuregui, нар. 9 липня 1945, Монтевідео) — уругвайський футболіст, що грав на позиції захисника. Виступав, зокрема, за клуби «Рівер Плейт» та «Дефенсор Спортінг», а також національну збірну Уругваю.

## Клубна кар'єра
Походить з міста Мінас, де й розпочав займатися футболом у місцевому «Насьйоналі». Також виступав за збірну департаменту Лавальєха. У дорослому футболі дебютував 1968 року виступами за команду «Рівер Плейт» (Монтевідео), в якій провів чотири сезони. За іншими даними, у вище вказаний період виступав за «Дефенсор Спортінг»
Своєю грою за цю команду привернув увагу представників тренерського штабу клубу «Рівер Плейт», до складу якого приєднався 1973 року. Відіграв за команду з Буенос-Айреса наступні два сезони своєї ігрової кар'єри. У 1975 році виступав за інший аргентинський клуб, «Уніон» (Санта-Фе)
1976 року уклав контракт з клубом «Дефенсор Спортінг», у складі якого провів наступні два роки своєї кар'єри у Першому дивізіоні чемпіонату Уругваю. Одним з гравців, яка під керівництвом тренера Рікардо де Леона вперше після введення професіональної ліги в Уругваї зуміла зламати гегемонію «Насьйоналя» та «Пеньяроля» та виграти чемпіонат Уругваю.
Завершив кар'єру у команді «Кобрелоа», за яку виступав протягом 1977—1980 років. Також відомо, що наприкінці кар'єри грав за «Насьйональ», але невідомо чи з Мінаса, чи з Монтевідео.

## Виступи за збірну
31 травня 1972 року дебютував у футболці національної збірної Уругваю. У складі збірної був учасником чемпіонату світу 1974 року у ФРН. На турнірі зіграв у поєдинках проти Нідерландів, Швеції та Болгарії. Востаннє футболку національної команди одягнув 23 червня 1974 року.
Загалом протягом кар'єри у національній команді, яка тривала 3 роки, провів у її формі 9 матчів.

## Кар'єра тренера
Тренерську підготовку пройшов у Луїса Кубільї, Луїса Гарісто та Анібала «Маньйо» Руїса. У 1980 році замінив на посаді головного тренера «Сентраль Еспаньйола» Рікардо де Леона, у 1983 році очолював «Дефенсор Спортінг», «Уракан Бусео», «Рампла Хуніорс», «Рівер Плейт», збірну департаменту Лавальєха, колумбійський клуб «Толіма» та клуб «Кільмес» з Аргентини.

## Досягнення
«Дефенсор Спортінг»
- Прімера Дивізіон Уругваю
  -  Чемпіон (1): 1976

«Кобрелоа»
- Прімера Дивізіон Чилі
  -  Чемпіон (1): 1980
  -  Срібний призер (2): 1978, 1979